# Drei Männer im Schnee (1974)
Drei Männer im Schnee ist ein deutscher Spielfilm des Regisseurs Alfred Vohrer aus dem Jahr 1974. Die Komödie adaptiert den gleichnamigen Roman von Erich Kästner, der bereits mehrfach verfilmt worden war.

## Produktionsnotizen
Die Dreharbeiten dauerten vom 17. Dezember 1973 bis zum 15. Februar 1974. Gedreht wurde in München, Hochgurgl und Heroldsbach. Die Außenaufnahmen fanden in Hochgurgl, Tirol statt. Die Uraufführung erfolgte am 13. März 1974 im Massenstart.

## Kritik
„Kästners 1934 verfaßter heiterer Roman vom Millionär, der als Gewinner eines Preisausschreibens in einem Luxushotel den einfachen Mann markiert, um in dieser Rolle die Umwelt zu erproben, in einer weniger gemütvollen, eher klamaukhaften Neuverfilmung.“

„Neuverfilmung des Erich-Kästner-Sozialmärchens von der Versöhnung von Millionär und »kleinem Mann«; noch schlechter und verlogener als der Vorgänger.“